# توم ويليامسون
توم ويليامسون (بالإنجليزية: Tom Williamson)‏ (24 ديسمبر 1984 بليستر في المملكة المتحدة - ) هو لاعب كرة قدم بريطاني في مركز الوسط. لعب مع ليستر سيتي وكانفي آيلاند وBasingstoke Town F.C. ‏ وبيشوب ستورتفورد وغرايز أتلاتيك ‏.

## وصلات خارجية
- توم ويليامسون على موقع قاعدة بيانات كرة القدم.إي يو (الإنجليزية)
- توم ويليامسون على موقع Soccerbase.com (لاعب) (الإنجليزية)
- توم ويليامسون على موقع عالم كرة القدم.نت (الإنجليزية)